# Alianza Republicana Nacionalista
L'Alianza Republicana Nacionalista (ARENA) és un partit polític d'extrema dreta d'el Salvador.

## Antecedents
Després del Cop d'Estat de 1979 que va fer esclatar la Guerra Civil del Salvador, les organitzacions de dreta van començar a distanciar-se de les Forces Armades, aglutinant-se'n algunes al Moviment Nacionalista Salvadorenc i al que posteriorment s'unirien elements del Moviment Pro Pau i Treball i el Front Femení, així com altres organitzacions d'agricultors de la regió oriental del país per conformar el Front Ampli Nacional (FAN), germen de l'actual partit polític. El 1980, la Força Armada va detenir diversos líders del FAN, entre els quals hi havia Roberto d'Aubuisson, exmajor de l'exèrcit on va dirigir l'Agencia de Seguridad Salvadoreña (ANSESAL), després de l'assassinat de l'arquebisbe de San Salvador Óscar Arnulfo Romero i els qui posteriorment decidirien exiliar-se a Guatemala.

## Història
Va ser fundat oficialment el 30 de setembre de 1981 per en Roberto D'Aubuisson, una vegada trencat els seus vincles institucionals amb l'exèrcit, es va donar a la tasca de conformar una organització política-militar, entre els sectors econòmicament poderosos del país, donant origen a aquest partit polític.
D'Aubuisson és sospitós d'haver estat vinculat als crims dels esquadrons de la mort d'EL Salvador), pels que hauria aprofitat les seves fonts d'intel·ligència militar i els seus vincles amb els oficials més conservadors de l'exèrcit. El partit que va fundar, Aliança Republicana Nacionalista, agrupa a gairebé tot el gran empresariat del país, que inclou els sectors financers, asseguradores, comercials, militars, industrials, terratinents, agropecuari, mitjans de comunicació, etc., centralitzant tot el poder econòmic i polític, utilitzant el govern per a realitzar totes les mesures i lleis que el seu sistema econòmic requereix per als seus negocis.

### Presidència de la República
El partit ha aconseguit la presidència de la república ininterrompudament entre 1989 i 2009. Els presidents han estat Alfredo Cristiani (1989-1994), Armando Calderón Sol (1994-1999), Francisco Flores (1999-2004) i Tony Saca (2004-2009).
En les eleccions locals de 1988 ARENA va assolir més del 80% dels vots i en les del Congrés va arribar 31 escons de 60 possibles. Al maig ARENA va triar Alfredo Cristiani Burkard com candidat a presidencial i el 18 de març de 1989 va ser elegit president de la nació amb el 53,8% dels vots.
Enmig dels violents atacs d'ambdues parts implicades a la Guerra Civil del Salvador, amb implicacions regionals, presidents dels països centreamericans es van reunir a Tela, Hondures, per parlar del conflicte armat. Arran d'aquesta cimera, es va instar el Front Farabundo Martí per a l'Alliberament Nacional (FMLN) a convocar un alto el foc tal com consta en el document d'Esquipulas II. Mentrestant, a El Salvador, les comissions per al diàleg de pau intentaven trobar una solució pacífica al conflicte. El 13 de setembre de 1989 es va celebrar un diàleg a Mèxic que va donar lloc a l'"Acord de Mèxic", la primera proposta formal per negociar el final de la guerra. Un mes més tard, es va celebrar una nova reunió entre el Govern i el FMLN a Moravia, Costa Rica per continuar les negociacions, que van fracassar, i la guerrilla va llençar la seva campanya més important, l'Ofensiva Hasta el Tope y Punto… ¡Febe Elizabeth Vive!.
El novembre de 1989 l'exèrcit va intensificar la seva lluita contra les guerrilles del FMLN i el 16 de novembre va assassinar 6 sacerdots jesuïtes i dos de les seves ajudants a la Universitat Centroamericana José Simeón Cañas (UCA). Entre aquests sacerdots estava el rector Ignacio Ellacuría Beascoechea, destacat teòleg de l'alliberament i participant de les converses de pau amb el FMLN. Aquest crim va generar grans protestes en tot el món en contra de Cristiani, que va intentar apaivagar-les prometent dur als responsables davant la justícia. Es va crear una comissió que va acabar el gener de 1990 amb l'arrest de 9 membres de l'exèrcit (4 oficials, 3 oficials no comissionats i 2 soldats).
La invasió de Panamà del 20 de desembre de 1989 i la derrota electoral dels Sandinistes a les eleccions generals de Nicaragua de 1990 van impulsar una nova ronda de negociació entre l'FMLN i el govern l'abril de 1990 a Ginebra amb la mediació de la ONU, que va seguir de nous combats el novembre amb la ofensiva Castigo a la Fuerza Armada antidemocrática. Els darerrs combats van tenir lloc al volcà Guazapa el desembre de 1991, i la guerra va acabar amb els Acords de Chapultepec el 16 de gener de 1992.
Després de la signatura de la pau a la Guerra Civil del Salvador el 1992 entre el govern i l'FMLN, les diferents administracions d'ARENA van intentar modernitzar el país amb reformes liberalitzadores. Les eleccions presidencials de 1994 són guanyades pel seu partit, ARENA, i el seu candidat, Armando Calderón Sol, puja al poder l'1 de juny de 1994.
En 2004 Elías Antonio Saca González va obtenir els millors resultats de la història del partit amb 1.314.436 vots i la seva política estigué marcada pel suport als tractats de lliure comerç amb els Estats Units i a favor dels interessos d'aquest país, continuant la línia dels seus antecessors.

### Oposició
Les reformes implantades per ARENA essencialment van ser mantingudes després del 2009 quan l'antiga guerrilla del Front Farabundo Martí per a l'Alliberament Nacional (FMLN) va arribar a la presidència amb el candidat independent Mauricio Funes guanyany al candidat d'ARENA Rodrigo Ávila. Els governs del FMLN van continuar amb la victòria de Salvador Sánchez Cerén el 2014.
El partit va estar a l'oposició després del final del bipartidisme, quan Nayib Bukele va guanyar les eleccions presidencials d'El Salvador de 2019 i 2024.

## Resultats electorals

### Presidencials
| Any  | Candidat             | 1a volta  | 1a volta | 2a volta  | 2a volta | Resultat | Ref.   |
| Any  | Candidat             | Vots      | %        | Vots      | %        | Resultat | Ref.   |
| ---- | -------------------- | --------- | -------- | --------- | -------- | -------- | ------ |
| 1982 | Hugo César Barrera   | 17        | 32.08    | N/D       | N/D      | Derrota  |        |
| 1984 | Roberto D'Aubuisson  | 376,917   | 29.77    | 651,741   | 46.41    | Derrota  | [ 10 ] |
| 1989 | Alfredo Cristiani    | 505,370   | 53.82    | N/D       | N/D      | Electe   | [ 11 ] |
| 1994 | Armando Calderón Sol | 641,108   | 49.03    | 818,264   | 68.35    | Electe   | [ 11 ] |
| 1999 | Francisco Flores     | 614,268   | 51.96    | N/D       | N/D      | Electe   | [ 12 ] |
| 2004 | Antonio Saca         | 1,314,436 | 57.71    | N/D       | N/D      | Electe   | [ 13 ] |
| 2009 | Rodrigo Ávila        | 1,284,588 | 48.68    | N/D       | N/D      | Derrota  | [ 14 ] |
| 2014 | Norman Quijano       | 1,047,592 | 38.96    | 1,489,451 | 49.89    | Derrota  | [ 15 ] |
| 2019 | Carlos Calleja       | 857.084   | 31,72    | N/D       | N/D      | Derrota  | [ 16 ] |
| 2024 | Joel Sánchez         | 177.881   | 5,57     | N/D       | N/D      | Derrota  | [ 17 ] |

1. ↑  Les eleccions presidencials de 1982 van ser determinades per l'Assemblea Legislativa en lloc d'una votació popular.

### Assemblea Legislativa
| Any  | Vots    | %      | Pos. | Escons  | +/– | Govern   | Ref.   |
| ---- | ------- | ------ | ---- | ------- | --- | -------- | ------ |
| 1982 | 430,205 | 29.28% | 2n   | 19 / 60 | 19  | Oposició | [ 18 ] |
| 1985 | 286,665 | 29.70% | = 2n | 13 / 60 | 6   | Oposició | [ 19 ] |
| 1988 | 447,696 | 48.10% | 1r   | 31 / 60 | 18  | Oposició | [ 20 ] |
| 1991 | 466,091 | 44.33% | = 1r | 39 / 84 | 8   | Govern   | [ 20 ] |
| 1994 | 605,775 | 45.03% | = 1r | 39 / 84 | =   | Govern   | [ 21 ] |
| 1997 | 396,301 | 35.40% | = 1r | 28 / 84 | 11  | Govern   | [ 21 ] |
| 2000 | 436,169 | 36.04% | = 1r | 29 / 84 | 1   | Govern   | [ 22 ] |
| 2003 | 446,233 | 31.90% | 2n   | 27 / 84 | 1   | Govern   | [ 22 ] |
| 2006 | 620,117 | 39.40% | = 2n | 34 / 84 | 7   | Govern   | [ 23 ] |
| 2009 | 854,166 | 38.55% | = 2n | 32 / 84 | 2   | Oposició | [ 24 ] |
| 2012 | 620,117 | 39.40% | = 2n | 34 / 84 | 2   | Oposició | [ 25 ] |
| 2015 | 885,374 | 38.90% | 1r   | 32 / 84 | 2   | Oposició | [ 26 ] |
| 2018 | 886,365 | 41.72% | = 1r | 37 / 84 | 5   | Oposició | [ 27 ] |
| 2021 | 305,108 | 12.22% | 2n   | 14 / 84 | 23  | Oposició | [ 28 ] |
| 2024 | 227,357 | 7.29%  | = 2n | 2 / 60  | 12  | Oposició | [ 29 ] |